# Lestrona
Lestrona (łac. Diocesis Lestronensis) – stolica historycznej diecezji istniejącej w czasach rzymskich w rejonie Epiro Nuovo, sufragania archidiecezji Durrës, współcześnie w środkowej Albanii. Obecnie katolickie biskupstwo tytularne. 

## Biskupi tytularni
| Lp. | Biskup               | Funkcja                                                    | Od              | Do                |
| --- | -------------------- | ---------------------------------------------------------- | --------------- | ----------------- |
| 1   | Eugène Moke          | biskup pomocniczy Kinszasy (Demokratyczna Republika Konga) | 1 września 1970 | 6 kwietnia 2015   |
| 2   | Oscar Florencio      | biskup pomocniczy Cebu (Filipiny)                          | 3 lipca 2015    | 2 marca 2019      |
| 3   | Arjan Dodaj          | biskup pomocniczy Tirany-Durrës (Albania)                  | 9 kwietnia 2020 | 30 listopada 2021 |
| 4   | Jean-Charles Wismick | biskup pomocniczy Port-au-Prince (Haiti)                   | 31 maja 2024    |                   |